# Sukunabikona
Sukunabikona, également connu sous diverses appellations telles que Sukuna-biko, Sukuna-biko-na ou Sukunahikona (少彦名神), est une divinité shinto, ou kami, associée aux onsen (sources chaudes), à l'agriculture, à la guérison, à la magie, à la fabrication du saké et au savoir. Son nom signifie "le petit seigneur renommé." Il est souvent décrit comme un nain et est fréquemment associé à Ōkuninushi.

## Aventures avec Ōkuninushi
Un jour, sur la baie de Miho, Ōkuninushi aperçut un petit bateau flottant sur les vagues blanches, fabriqué à partir d'une gousse de Metaplexis
À l'intérieur se trouvait un petit nain, pas plus grand qu'un pouce. Ōkuninushi le prit, et Sukunabikona le mordit à la joue. Ōkuninushi lui demanda son nom, mais il ne répondit pas. Alors, une grenouille à proximité lui dit d'amener Sukunabikona à Kuebiko le kami de l'agriculture, car le épouvantail dieu saurait. Quand Kuebiko vit le nain, il dit "C'est Sukuna, fils de Kami-Musubi." Kamimusubi fait partie de la trinité des créateurs primordiaux avec Takamimusubi et Ame-no-Minakanushi. Ōkuninushi fut choqué qu'un être si petit puisse être le fils d'une déesse créatrice aussi puissante.
Ōkuninushi amena Sukunabikona à Kami-Musubi, qui confirma qu'il était son fils, et qu'il était tombé de ses doigts. Ōkuninushi était en quête de continuer la création de la Plaine Centrale des Roseaux et d'unir les peuples. Elle décréta que les deux travailleraient ensemble pour aider à finir de construire Izumo, et ils unirent leurs forces pour aider à bâtir la terre.
Selon la tradition, Sukunabikona a quitté ce monde depuis l'île d'Awaji en montant sur un grain de millet. Le grain s'est plié sous son poids puis a rebondi, le propulsant vers le Tokoyo no kuni (en).
Dans le cadre de sa quête pour aider Ōkuninushi à compléter la construction de la terre, Sukunabikona inventa des médicaments et des remèdes pour les maladies et les malaises, incluant des sorts magiques de protection. En plus de ses autres domaines, il est un maître de la magie et de la sorcellerie. Son ascension dans l'espace, plutôt qu'une mort naturelle, fait de lui un Marebito.

## Comme divinité des sources chaudes

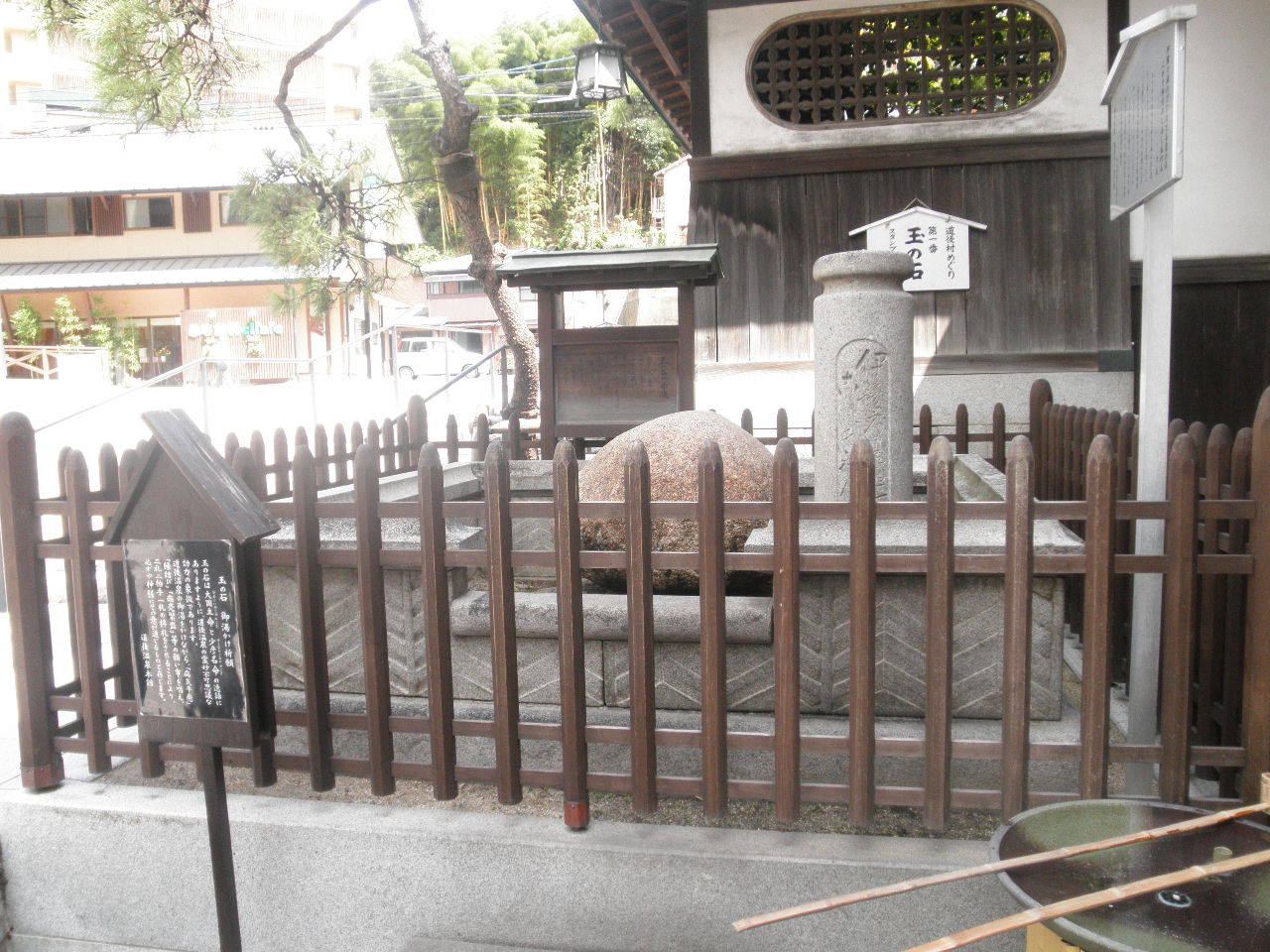
Tamanoishi à Dogo Onsen

Au cours de l'une de leurs aventures, Sukuna tomba malade, ce qui les conduisit, lui et Ōkuninushi, aux célèbres sources chaudes de Dōgo
Ōkuninushi plongea Sukuna-biko dans l'eau des sources chaudes pour le revigorer. Sukunabikona fit ensuite une sieste. À son réveil, il était guéri et Sukuna dansa sur une pierre. Ses empreintes laissèrent une impression sur la roche, connue sous le nom de Tamanoishi, qui subsiste aujourd'hui au nord du bâtiment principal de Dogo Onsen,.
La capacité de la source chaude naturelle à guérir un dieu a conféré aux eaux, et à la terre d'où elles jaillissent, une importance divine.
Il est connu comme une divinité immigrante, dans le sens où il est venu de l'autre côté de la mer puis a quitté la terre.

## Comme inventeur du saké
Certaines sources lui attribuent également l'invention du saké. Il a enseigné aux gens comment brasser la boisson à partir du riz.

Dans le Kojiki, l'impératrice Jingū porte un toast lors d'un banquet créditant la divinité Sukuna de la création du Saké :
Ce fin breuvage

N'est pas mon fin breuvage.

Le maître des potions

Qui réside dans l'Everworld (tokoyo)

La pierre debout

Divinité Sukuna

Avec bénédiction divine,

Bénédiction en frénésie,

Avec abondante bénédiction

Bénédiction tout autour

Est venu et a offert

Ce fin breuvage :

Buvez sans retenue

Sa! Sa!

Là-dessus, Takeuchi no Sukune no Mikoto répondit au nom du prince :

Celui qui a brassé

Ce fin breuvage - était-ce parce

Qu'il a pris son tambour

Et l'a dressé comme un mortier,

Chantant pendant qu'il brassait

A fait le brassage de la bière

Dansant pendant qu'il brassait

A fait le brassage de la bière,

Que ce fin breuvage,

Fin breuvage,

Me fait me sentir si extraordinairement bien ?

Sa! Sa!
En raison du don de liqueur de Sukunabikona aux gens, il est parfois associé à la déesse de la nourriture Uke Mochi (en). La référence à la pierre debout dans la chanson renvoie à son culte comme une pierre sacrée. Sukunabikona et Ohona-mochi sont vénérés comme des pierres sacrées dans un temple de la province de Noto,.

## Sanctuaires
Dans le Shinto, on croit que le dieu réside dans un objet sacré logé dans le sanctuaire. Il est possible pour une divinité d'être en plusieurs endroits à la fois, de sorte qu'un Kami peut être logé dans de nombreux sanctuaires, ainsi qu'être omniprésent et omniscient.
Sukunabikona est vénéré à, Oarai Isosaki-jinja (en). Dans le Montoku Jitsuroku, un livre d'histoire japonaise, Ōkuninushi et Sukunabikona sont descendus en 856, proclamant qu'ils étaient revenus pour aider les gens de la terre et un sanctuaire a été construit pour honorer leur arrivée.

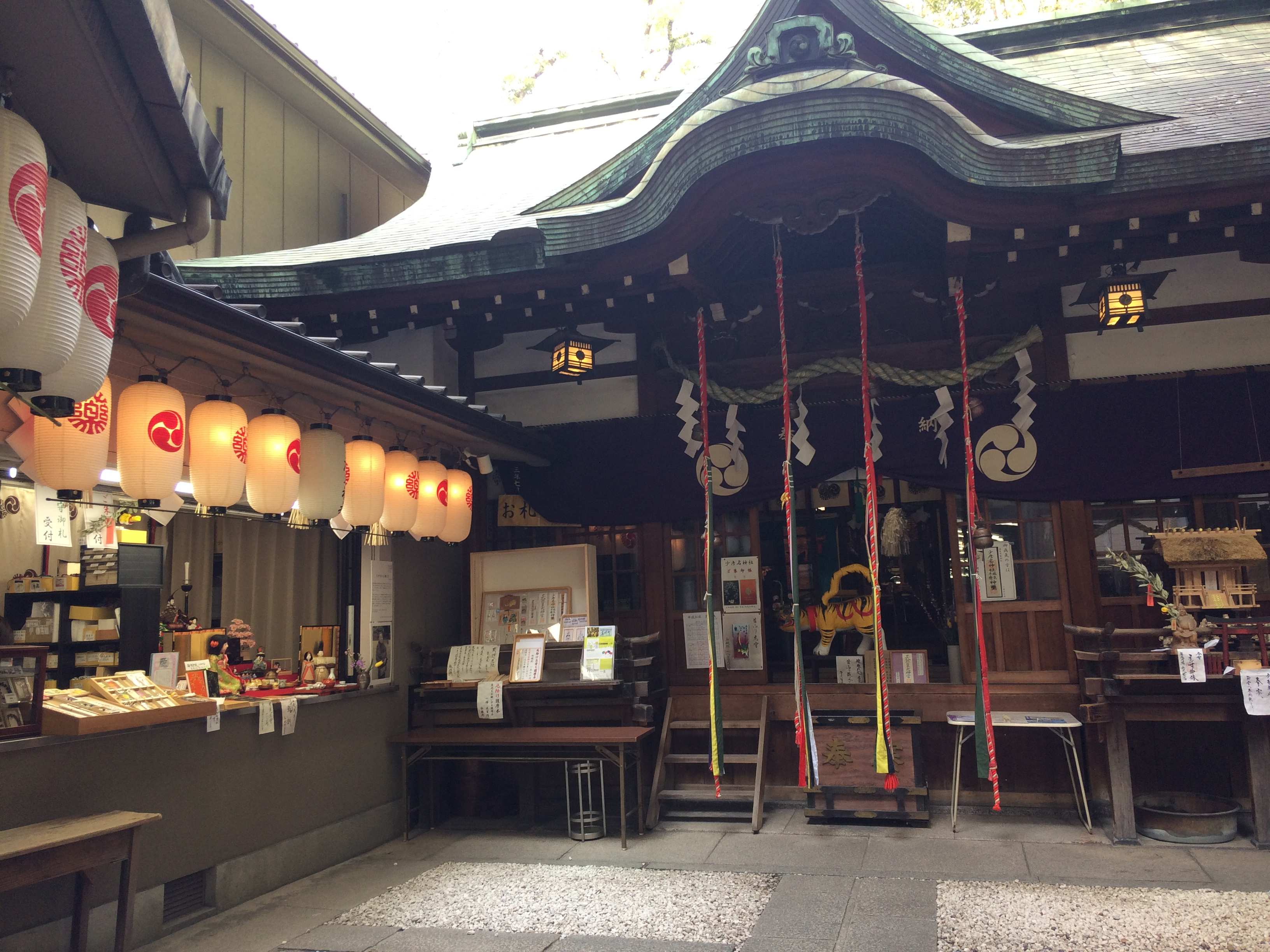
Sanctuaire Sukunabikona à Osaka

Il est l'un des dieux Shinto vénérés au Mt. Mitake
Dans la province de Noto, on dit qu'il y a des Idols de Pierre représentant Sukunabikona et Ohana-mochi.
Le sanctuaire Sukunabikona dans la ville d'Ozu, préfecture d'Ehime a été enregistré par la Fondation du Monument Mondial en 2014, "Liste des Monuments du Monde en Danger."

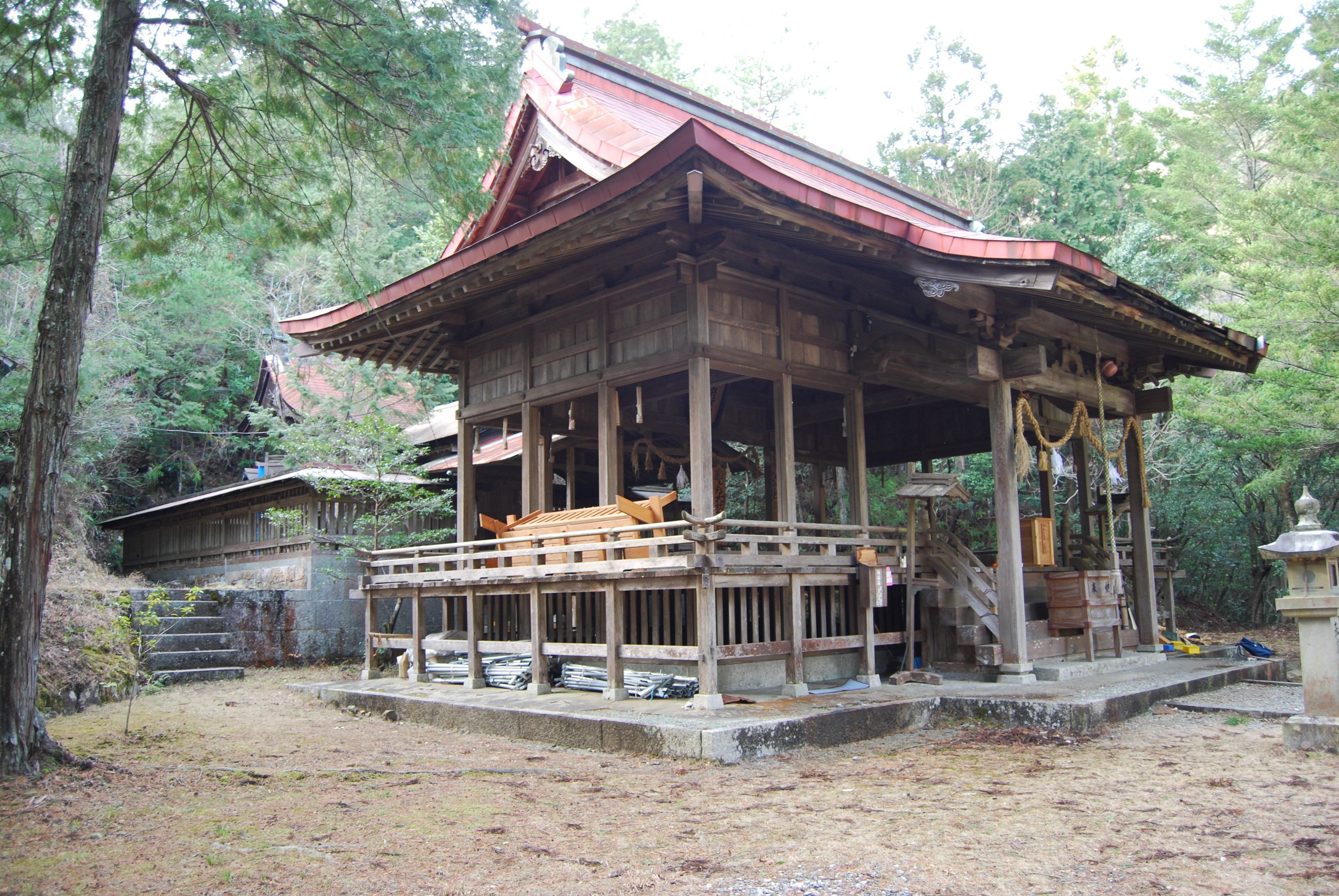
Haiden de Sukunabikona à Ozu.

Il est vénéré à Awashima dans la préfecture de Wakayama. L'impératrice Jingu, lors d'un voyage en mer, a rencontré une tempête et son navire a failli couler. Elle a atterri sur l'île d'Awashima et a découvert un sanctuaire pour Sukunabikona. Elle a prié pour sa protection et a promis qu'elle construirait un plus grand sanctuaire en son honneur s'il la protégeait. Elle a obtenu un passage sûr et a tenu sa promesse. L'impératrice Jingu a ensuite été vénérée aux côtés de Sukuna et Okuniushi. Dans une version, Harisaijo, la fille d'Amaterasu, est exilée sur l'île d'Awashima pour avoir une maladie de femme. Elle rencontre le sanctuaire de Sukuna hino et fait le vœu d'aider les femmes.
L'impératrice Jingu est si séduite par Sukunabikona qu'elle sculpte une poupée à son image, une hina-ningyō. Cela pourrait être à l'origine de la poupée Hina.

## Comme Kami de Guérison et de Magie
Sukunabikona, en tant que kami de la guérison, est crédité de l'invention de remèdes pour plusieurs maladies des humains et des animaux. Il était invoqué pour la protection contre les "choses rampantes" et les "calamités." Les choses rampantes se réfèrent aux insectes, serpents et autres nuisibles qui pourraient endommager les cultures. En tant que dieu de l'agriculture, les agriculteurs priaient pour qu'il protège leurs cultures. Calamités est un euphémisme pour les forces invisibles ou spirituelles. En tant que Marebito et fils de Kamimusubi, Sukunabikona était omniscient et proficient en magie. Il offrait protection sous forme de sorts et d'incantations.

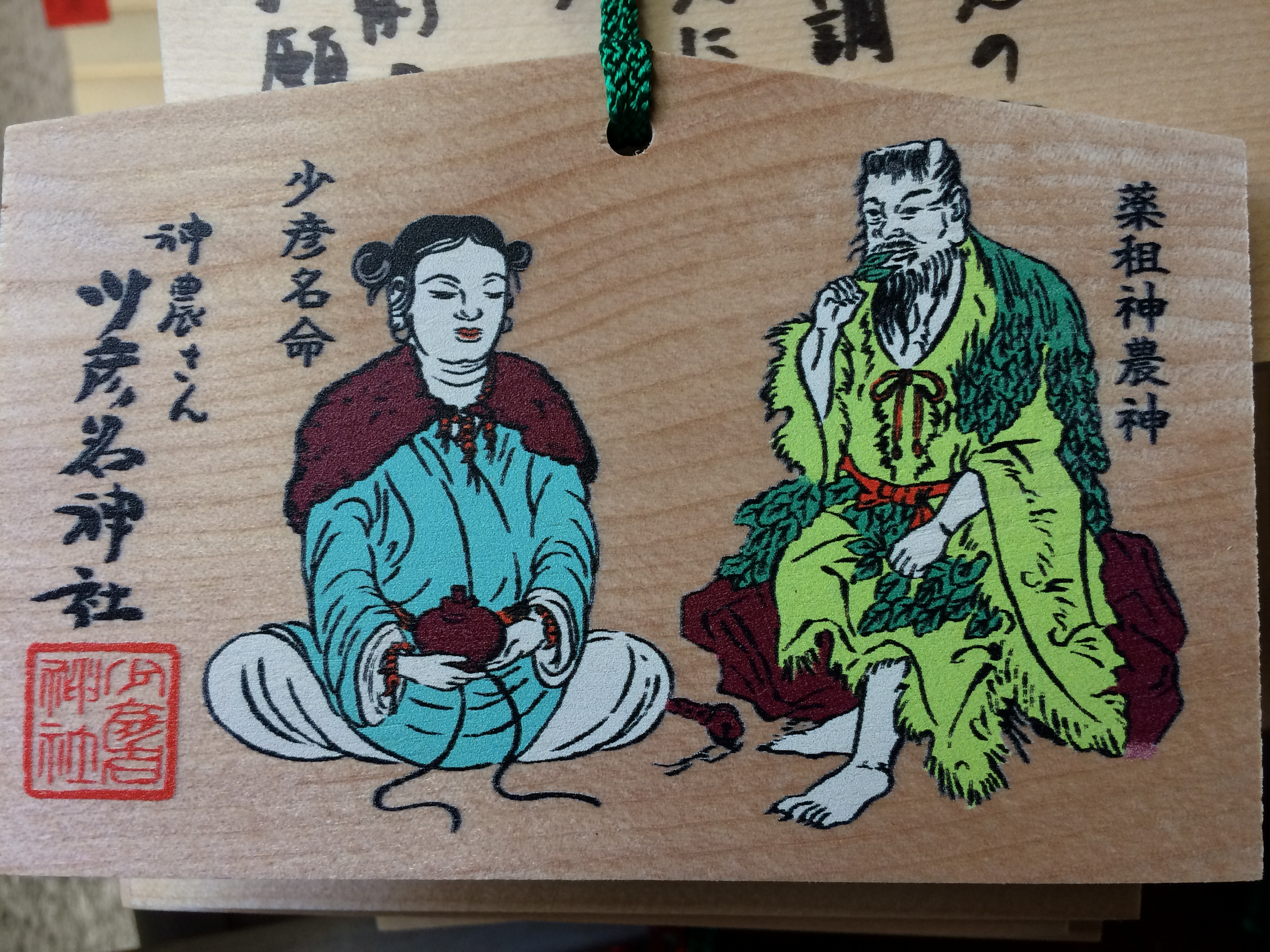
Tablette de prière (arrière) du sanctuaire Sukunabikona à Osaka (Japon) montrant les divinités médicinales Sukunabikona (Japon) et Shennong (Chine)

Pour son interaction avec l'impératrice Jingu, qui était enceinte au moment de son voyage, il est également crédité d'aider la santé des femmes, les maux de reproduction des femmes, la fertilité et un accouchement sûr.

## Éponymie
L'astéroïde (10725) Sukunabikona est nommé d'après le kami.